# 鍋しぎ

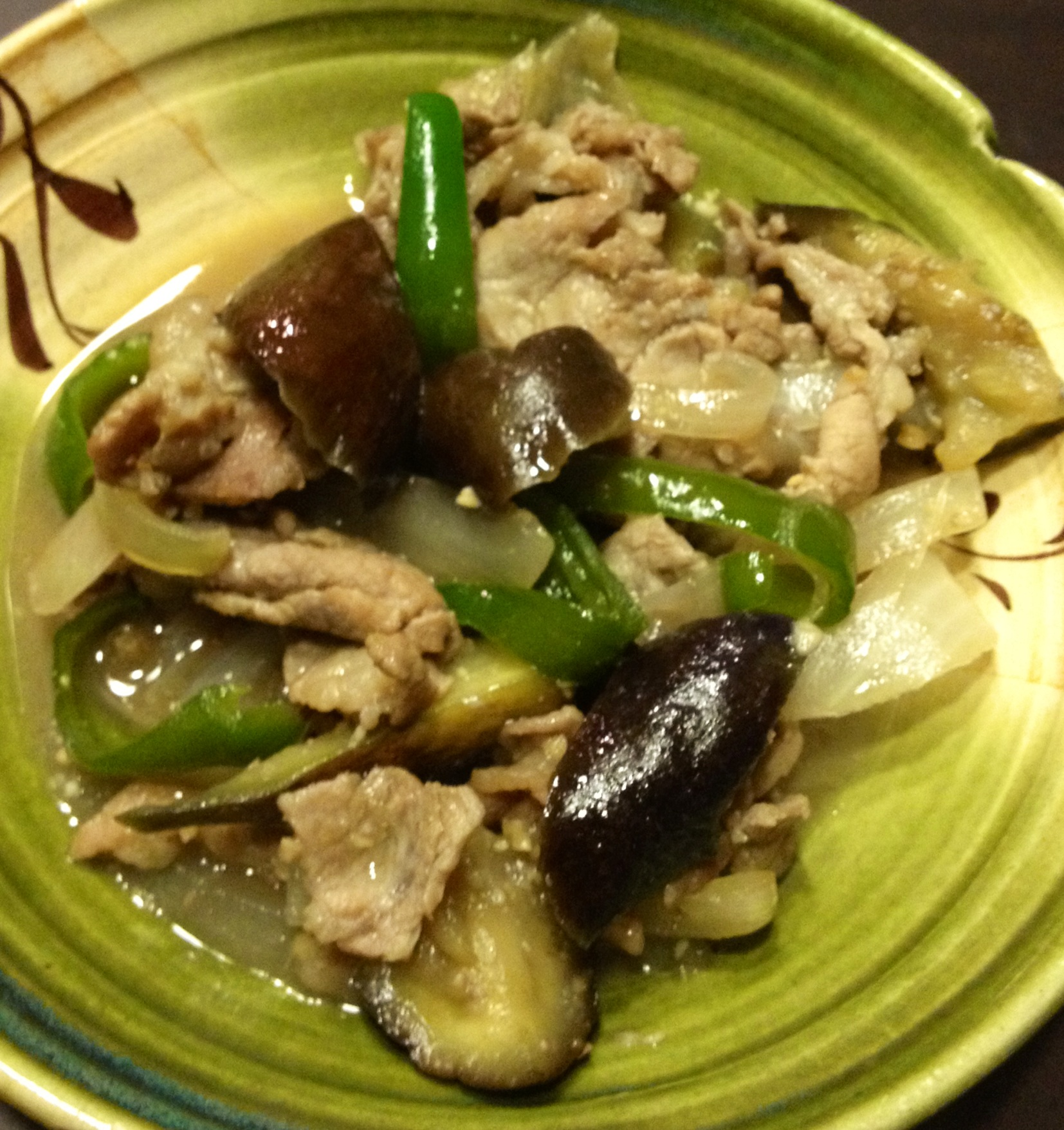
調理済みの鍋しぎ

鍋しぎ（なべしぎ:鍋鴫）は、茄子を用いた日本の家庭料理（郷土料理）。

## 名前の由来
茄子を縦に切り、練り味噌を塗って焼く「味噌田楽」を、江戸では「しぎ焼き」とも呼んだ。鍋を使って作るしぎ焼きの意で鍋しぎという名前がついた。
「しぎ」というのは、調理されたなすの形が鴫に似ていることから、あるいは切り取った茄子のヘタが鴫の頭部に似ていたから、もともと「鴫壷焼」という鴫肉と茄子を用いる料理であったが、精進料理で肉を使わずに作ったものが普及したため等、諸説がある。
栃木県、長野県ではあぶらみそという名で知られている。

## 作り方
茄子を切って油をひいた鍋で焼き、みりん、醤油、砂糖などを加えた味噌で味付けをする。好みで豚肉、ピーマン、ししとう、コンニャクやしょうがを入れる場合もある。調理法としては炒め煮で、水を入れず調味料と野菜の水分だけで煮ることが多い。